# André Barcinski
André Barcinski (New York, 20 luglio 1968) è un giornalista, critico musicale, critico cinematografico, regista, musicologo, autore televisivo, autore radiofonico, conduttore televisivo, conduttore radiofonico, impresario teatrale, saggista, produttore discografico e blogger brasiliano.

## Biografia
André Barcinski è di madrelingua inglese, essendo nato negli USA e avendovi trascorso l'infanzia.
Laureato in giornalismo alla Fluminense, ha iniziato la sua carriera presso la rivista Ciência Hoje intorno al 1985.
Negli anni '80 è stato giornalista culturale per il quotidiano Tribuna da Imprensa e fotografo per il Jornal do Brasil. Ha presentato diversi programmi radiofonici su Fluminense FM, come Caixa Preta e Três Acordes.
Si è trasferito a San Paolo nel 1990 per lavorare alla sezione “Ilustrada” della Folha de S. Paulo.
È stato redattore della sezione “Variedades” del quotidiano Notícias Populares e ha gestito una rubrica sulla rivista Trip.
Nel 1992, insieme ai colleghi Paulo Cesar Martin, André Forastieri e Álvaro Pereira Júnior, ha presentato il programma radiofonico Garagem, su Gazeta FM.
Nello stesso anno si è trasferito a Los Angeles, dove è stato corrispondente per il Jornal do Brasil. Qui ha lavorato per sette anni, con qualche trasferta a New York, occupandosi dell'industria dell'intrattenimento, inizialmente come corrispondente ancora per il Jornal do Brasil e poi per il Jornal da Tarde. In quel periodo ha intervistato importanti nomi del cinema e della musica, come Martin Scorsese, Arnold Schwarzenegger, Rolling Stones, U2, Ozzy Osbourne, Kiss, Prince, Oliver Stone, James Cameron, Courtney Love, Céline Dion, Anthony Hopkins, Sharon Stone.
Ha commentato i Mondiali di calcio nel 1994 per il Jornal do Brasil.
Ritornato stabilmente in Brasile nel 1999, è stato redattore della sezione Folha de S. Paulo “Folhateen” e redattore del sito web “El Foco”. Ha condotto nuovamente il programma radiofonico Garagem, questa volta su Rádio Brasil 2000, vincendo poi il Premio APCA (Associazione Paulista dei Critici d'Arte) nel 2009.
Nel 2001 ha lasciato il giornalismo per dedicarsi alla produzione di eventi musicali coinvolgendo band come Gang of Four, Cardigans, Melvins, The Sisters of Mercy, Mudhoney, New Model Army, Supergrass. Ha fondato la casa di produzione Circuito, specializzata in musica elettronica.
Ha diretto nel 2001 con Ivan Finotti il documentario Maldito - A vida e o cinema de José Mojica Marins, o Zé do Caixão  (2001), sul regista e attore José Mojica Marins, tratto dall'omonima biografia da loro scritta nel 1988: il film, risultato vincitore del Premio della Giuria al Sundance Festival (USA) e del Premio del Pubblico al Festival É Tudo Verdade (San Paolo), è stato proiettato in circa 15 festival internazionali e trasmesso da emittenti televisive di circa 20 paesi. 
Nel 2002 ha diretto, in collaborazione con Heitor D'Alincourt, il documentario Saudações Tricolores, sul centenario del Fluminense Football Club, la sua squadra calcistica del cuore.
Nel 2007 ha fondato il Clash Club con Gabriel Gaiarsa e Sérgio Godoy a Barra Funda, che è diventato rapidamente un punto di riferimento per la musica elettronica a San Paolo.
Nel 2010 ha abbandonato la produzione di eventi, riprendendo la carriera di giornalista.
Dal 2008 al 2014 si è occupato ancora di Mojica Marins in qualità di autore e conduttore del programma O Estranho Mundo de Zé do Caixão di Canal Brasil oltre a scrivere i testi di Zé do Caixão per il canale Space.
Ha anche diretto i programmi Eletrogordo (tre stagioni televisive) e Nasi Noite Adentro (sei stagioni televisive) su Canal Brasil.
Il 17 giugno 2019 ha realizzato le 8 puntate di História Secreta do Pop Brasileiro, trasmissione presentata in anteprima al festival In-Edit di San Paolo. Successivamente il programma è stato reso disponibile sul servizio di streaming Prime Video.
Nel 2021, la sua trasmissione Hit Parade, sul backstage della musica negli anni '80, è stata mandata in onda da Canal Brasil.
Oltre alla biografia su Mojica Marins, Barcinski ha pubblicato diversi altri libri, tra cui Barulho - Uma viagem pelo underground do rock americano, col quale ha vinto il premio Jabuti. 
Attualmente è critico cinematografico e musicale per Folha de S.Paulo.
Ha tra l'altro scritto articoli in inglese e pubblicato materiale su media internazionali, come le riviste Creem, Spin, Fangoria e Cult Movies, e ha contribuito alla versione elettronica della rivista britannica Granta.
Il suo sito personale contiene anche un blog.